# Amélia da Lomba
Maria Amélia Gomes Barros da Lomba do Amaral, kurz Amélia da Lomba oder Amélia Dalomba (* 23. November 1961 in Cabinda, Portugiesisch-Kongo), ist eine angolanische Schriftstellerin und Journalistin.
Amélia da Lomba wurde am 23. November 1961 in der portugiesischen Exklave Cabinda (auch Portugiesisch-Kongo) geboren. Nach ihrer Schulausbildung studierte sie zunächst Psychologie in Moskau. Nach ihrer Rückkehr arbeitete sie als Journalistin für verschiedene Medien des unabhängigen Angolas, u. a. Emissora Provincial de Cabinda, Rádio Nacional de Angola und Jornal de Angola.
Neben ihrer journalistischen Tätigkeit begann Amélia da Lomba auch schriftstellerisch tätig zu sein und veröffentlichte zahlreiche Werke. Luís Kandjimbo ordnet Santana zu einer Reihe von Schriftstellerinnen und Schriftstellern zu, die er die Generation der Ungewissheiten (Geração das Incertezas) nennt. Diese Generation pflege einen angstvollen, schmerzvollen und melancholischen Schreibstil.
2005 erhielt sie die Medaille des Vulkanorden (Medalha da Ordem do Vulcão) von Kap Verde. 2008 veröffentlichte da Lomba zudem ihre erste CD mit traditioneller angolanischer Musik.
Da Lomba ist Mitglied im angolanischen Schriftstellerverband.

## Werke
- Ânsia (1995)
- Sacrossanto refúgio (1996)
- Cacimbo 2000 (2000)
- Espiga do Sahel. Coleção os nossos poetas (2004)
- Noites ditas à chuva (2005)
- Sinal de mãe nas estrelas (2007)
- Aos teus pés quanto baloiça o vento (2008)
- Uma mulher ao relento (2011)
- Nsinga - O Mar no Signo do Laço (2012)